# Balige, Sagar
Balige là một làng thuộc tehsil Sagar, huyện Shimoga, bang Karnataka, Ấn Độ.